# Gabriel Martín del Campo
Gabriel Martín del Campo es un futbolista mexicano. Jugó para el Club Deportivo Guadalajara de 1958 a 1959.
Hijo del periodista Reinaldo Martín del Campo. Formó parte de las filas del Club Deportivo Occidente y después pasó a las fuerzas básicas del Guadalajara y a los 17 años se integró al equipo Juvenil de Primera y fue parte de la selección juvenil que obtuvo el subcampeonato en León en el año de 1956.
Debutó contra el Club León en la Copa de Oro de Occidente de 1958.

## Clubes
| Club        | País   | Año         |
| ----------- | ------ | ----------- |
| Guadalajara | México | 1958 - 1959 |